# Józef Kazimierz Korytko
Józef Kazimierz Korytko herbu Jelita (zm. w 1762 roku) – cześnik żydaczowski w latach 1733–1754. 
Był członkiem konfederacji województwa ruskiego, zawiązanej 10 grudnia 1733 roku w obronie wolnej elekcji Stanisława Leszczyńskiego.